# Phoradendrepulus myrmecomorphus
Phoradendrepulus myrmecomorphus är en insektsart som beskrevs av Polhemus 1985. Phoradendrepulus myrmecomorphus ingår i släktet Phoradendrepulus och familjen ängsskinnbaggar. Inga underarter finns listade i Catalogue of Life.